# Miglior difensore dell'anno della NFL
L'NFL Defensive Player of the Year è il trofeo assegnato dall'Associated Press al miglior difensore della stagione nella National Football League. Il premio è stato assegnato a partire dalla stagione 1971.

## Selezione
Il vincitore viene scelto da un giuria composta da 50 giornalisti sportivi che seguono regolarmente la National Football League, selezionati dall'Associated Press in modo da coprire uniformemente tutti i media (carta stampata, televisione, radio e web) e che raccontino la NFL su base nazionale, ossia non avendo conoscenza specifica di una singola squadra ma dell'intero campionato.
Il sistema di votazione adottato, comune per tutti i premi assegnati dall'Associated Press per la NFL, fino al 2021 prevedeva che ogni giornalista indicasse il suo candidato e venisse quindi eletto vincitore il più votato, portando questo negli anni a risultati non sempre largamente condivisi dalla giuria. A partire invece dalla stagione 2022 il sistema di voto adottato prevede che ogni giornalista esprima le sue tre prime scelte e quindi il vincitore determinato da tutti i voti ricevuti, pesati in base alla posizione assegnata. Tale sistema se da un lato permette di indicare oltre al vincitore anche il secondo e terzo classificato, dall'altro può produrre che il vincitore non sia necessariamente quello più votato come prima scelta dalla maggioranza dei 50 giornalisti.
Dalla stagione 2011 il premio viene conferito nel corso della cerimonia annuale degli NFL Honors che si tiene nei giorni precedenti il Super Bowl.

## Giocatori più premiati

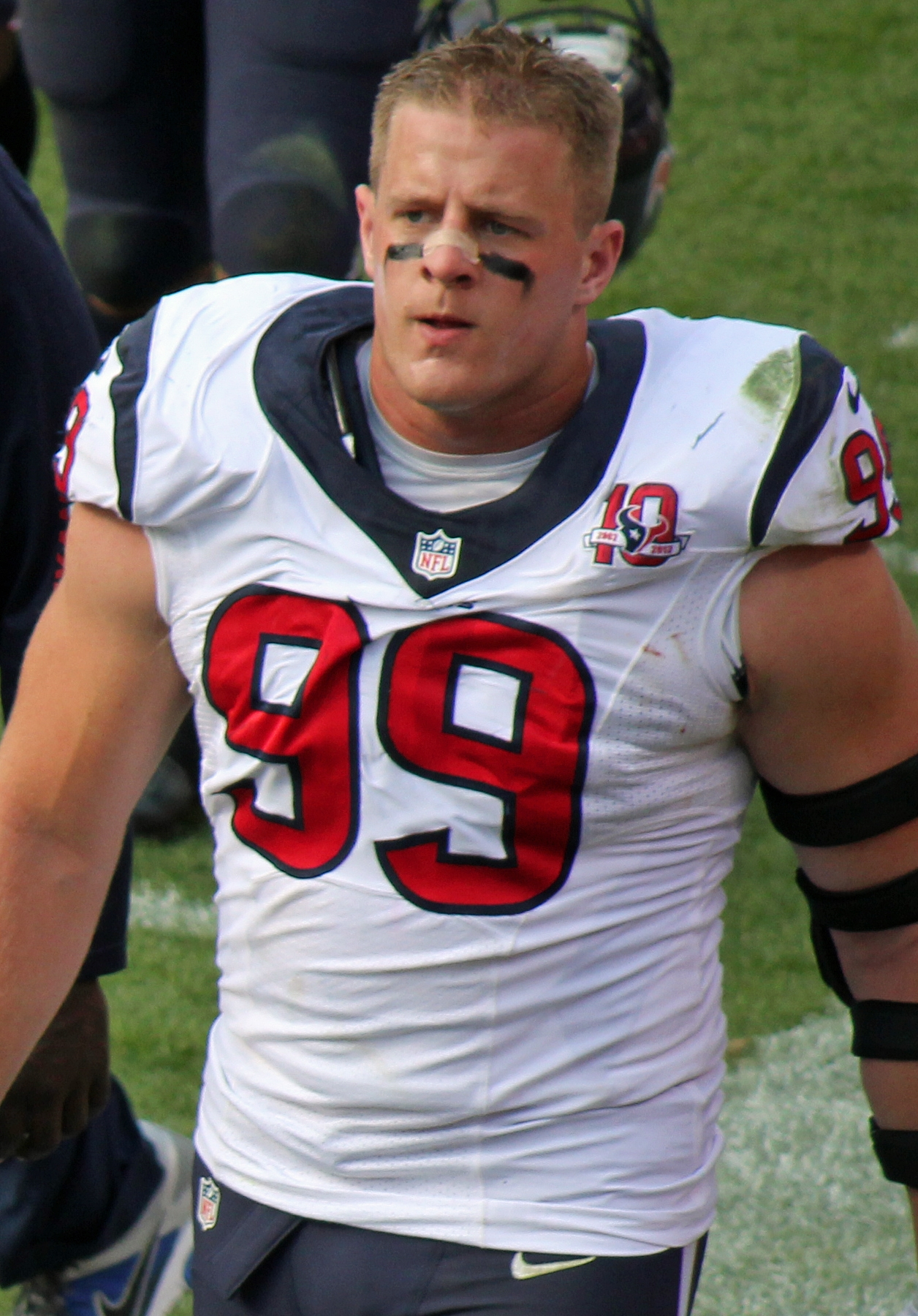
J.J. Watt premiato per tre stagioni tra il 2012 e il 2015

I giocatori che hanno ricevuto questo onore più di una volta sono Lawrence Taylor, J.J. Watt e Aaron Donald, gli unici che l'hanno vinto in tre occasioni, e Joe Greene, Mike Singletary, Bruce Smith, Reggie White e Ray Lewis che l'hanno vinto due volte.
Lawrence Taylor è l'unico ad averlo vinto nella sua stagione da rookie (1981) nonché ad aver vinto per la stessa stagione anche il riconoscimento di miglior giocatore della NFL mentre James Harrison è l'unico giocatore ad averlo vinto dopo non essere stato selezionato nel Draft NFL (2008).

## Albo d'oro

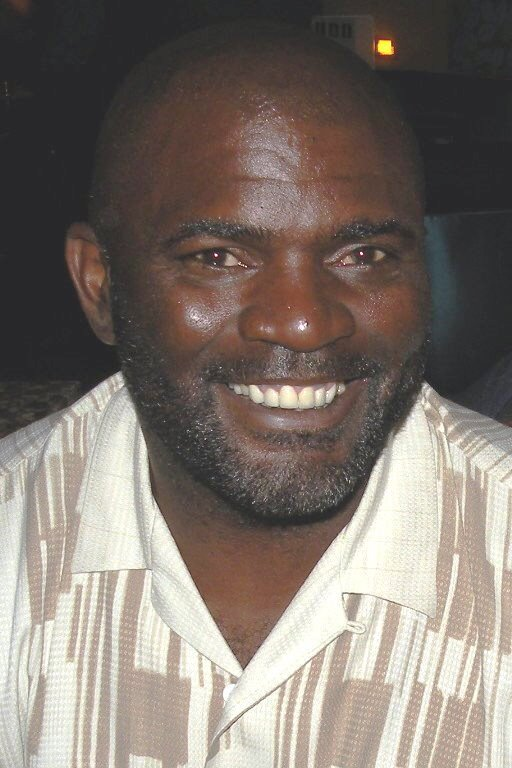
Lawrence Taylor premiato tre volte e l'unico nella sua stagione da rookie

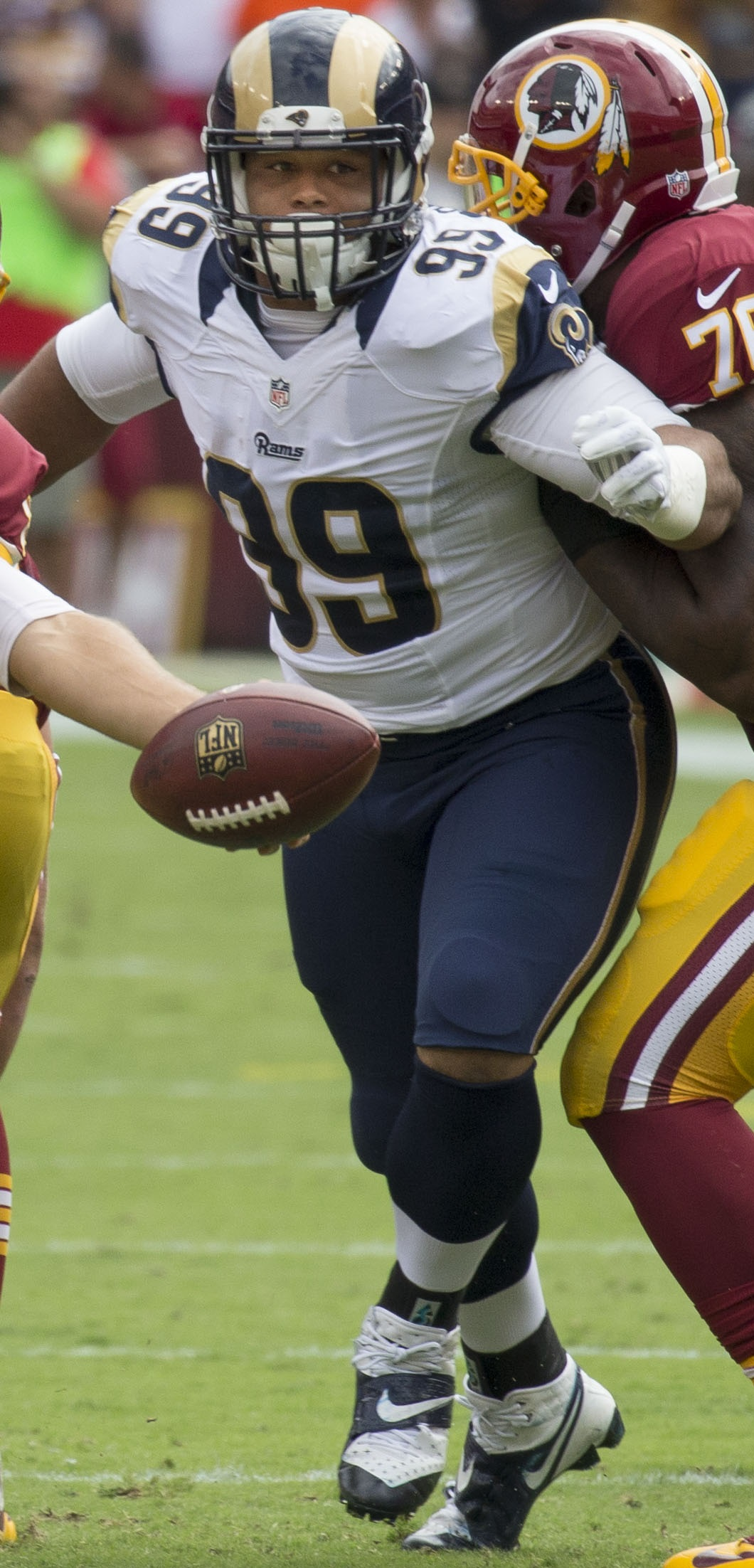
Aaron Donald, tre volte vincitore del premio (2017, 2018 e 2020)

Vincitore per la stessa stagione del premio NFL Most Valuable Player
| Stagione | Vincitore           | Ruolo              | Squadra              |
| -------- | ------------------- | ------------------ | -------------------- |
| 1971     | Alan Page           | Defensive tackle   | Minnesota Vikings    |
| 1972     | Joe Greene          | Defensive tackle   | Pittsburgh Steelers  |
| 1973     | Dick Anderson       | Safety             | Miami Dolphins       |
| 1974     | Joe Greene (2)      | Defensive tackle   | Pittsburgh Steelers  |
| 1975     | Mel Blount          | Cornerback         | Pittsburgh Steelers  |
| 1976     | Jack Lambert        | Linebacker         | Pittsburgh Steelers  |
| 1977     | Harvey Martin       | Defensive end      | Dallas Cowboys       |
| 1978     | Randy Gradishar     | Linebacker         | Denver Broncos       |
| 1979     | Lee Roy Selmon      | Defensive end      | Tampa Bay Buccaneers |
| 1980     | Lester Hayes        | Cornerback         | Oakland Raiders      |
| 1981     | Lawrence Taylor (R) | Linebacker         | New York Giants      |
| 1982     | Lawrence Taylor (2) | Linebacker         | New York Giants      |
| 1983     | Doug Betters        | Defensive end      | Miami Dolphins       |
| 1984     | Kenny Easley        | Safety             | Seattle Seahawks     |
| 1985     | Mike Singletary     | Linebacker         | Chicago Bears        |
| 1986     | Lawrence Taylor (3) | Linebacker         | New York Giants      |
| 1987     | Reggie White        | Defensive end      | Philadelphia Eagles  |
| 1988     | Mike Singletary (2) | Linebacker         | Chicago Bears        |
| 1989     | Keith Millard       | Defensive tackle   | Minnesota Vikings    |
| 1990     | Bruce Smith         | Defensive end      | Buffalo Bills        |
| 1991     | Pat Swilling        | Linebacker         | New Orleans Saints   |
| 1992     | Cortez Kennedy      | Defensive tackle   | Seattle Seahawks     |
| 1993     | Rod Woodson         | Cornerback         | Pittsburgh Steelers  |
| 1994     | Deion Sanders       | Cornerback         | San Francisco 49ers  |
| 1995     | Bryce Paup          | Linebacker         | Buffalo Bills        |
| 1996     | Bruce Smith (2)     | Defensive end      | Buffalo Bills        |
| 1997     | Dana Stubblefield   | Defensive tackle   | San Francisco 49ers  |
| 1998     | Reggie White (2)    | Defensive end      | Green Bay Packers    |
| 1999     | Warren Sapp         | Defensive tackle   | Tampa Bay Buccaneers |
| 2000     | Ray Lewis           | Linebacker         | Baltimore Ravens     |
| 2001     | Michael Strahan     | Defensive end      | New York Giants      |
| 2002     | Derrick Brooks      | Linebacker         | Tampa Bay Buccaneers |
| 2003     | Ray Lewis (2)       | Linebacker         | Baltimore Ravens     |
| 2004     | Ed Reed             | Safety             | Baltimore Ravens     |
| 2005     | Brian Urlacher      | Linebacker         | Chicago Bears        |
| 2006     | Jason Taylor        | Defensive end      | Miami Dolphins       |
| 2007     | Bob Sanders         | Safety             | Indianapolis Colts   |
| 2008     | James Harrison      | Linebacker         | Pittsburgh Steelers  |
| 2009     | Charles Woodson     | Cornerback         | Green Bay Packers    |
| 2010     | Troy Polamalu       | Safety             | Pittsburgh Steelers  |
| 2011     | Terrell Suggs       | Linebacker         | Baltimore Ravens     |
| 2012     | J.J. Watt           | Defensive end      | Houston Texans       |
| 2013     | Luke Kuechly        | Linebacker         | Carolina Panthers    |
| 2014     | J.J. Watt (2)       | Defensive end      | Houston Texans       |
| 2015     | J.J. Watt (3)       | Defensive end      | Houston Texans       |
| 2016     | Khalil Mack         | Linebacker         | Oakland Raiders      |
| 2017     | Aaron Donald        | Defensive tackle   | Los Angeles Rams     |
| 2018     | Aaron Donald (2)    | Defensive tackle   | Los Angeles Rams     |
| 2019     | Stephon Gilmore     | Cornerback         | New England Patriots |
| 2020     | Aaron Donald (3)    | Defensive tackle   | Los Angeles Rams     |
| 2021     | T.J. Watt           | Outside linebacker | Pittsburgh Steelers  |
| 2022     | Nick Bosa           | Defensive end      | San Francisco 49ers  |
| 2023     | Myles Garrett       | Defensive end      | Cleveland Browns     |
| 2024     | Patrick Surtain II  | Cornerback         | Denver Broncos       |